# تیلور جنکینز
تیلور جنکینز (انگلیسی: Taylor Jenkins؛ زادهٔ ۱۲ سپتامبر ۱۹۸۴) بازیکن بسکتبال اهل ایالات متحده آمریکا است.